# EN 1992
O Eurocódigo 2 (EN 1992) – Projeto de estruturas de betão tem quatro partes:
- Regras gerais;
- Fogo;
- Pontes;
- Estruturas de suporte e reservatórios

A edição portuguesa foi publicada em março de 2010 pelo IPQ.